# Puchar Finlandii w piłce siatkowej mężczyzn (2011/2012)
Puchar Finlandii w piłce siatkowej mężczyzn 2011/2012 (oficjalna nazwa: Lentopallon miesten Suomen Cup 2011/2012) - 40. sezon rozgrywek o siatkarski Puchar Finlandii odbywających się od 1968 roku. Zainaugurowane zostały 19 września 2011 roku i trwały do 8 stycznia 2012 roku. Brały w nich udział kluby z Lentopallon Mestaruusliiga, 1-sarja, 2-sarja i 3-sarja.
Rozgrywki składały się z fazy preeliminacyjnej, fazy eliminacyjnej, 1. rundy, 2. rundy, ćwierćfinałów, półfinałów i finału. Finał rozegrany został 8 stycznia 2012 roku w Energia Areena w Vantaa.
Puchar Finlandii zdobył klub Tampereen Isku-Volley, który zagwarantował sobie start w Pucharze CEV 2012/2013.

## Drużyny uczestniczące
| Lentopallon Mestaruusliiga 12 drużyn | Lentopallon Mestaruusliiga 12 drużyn | 1-sarja 8 drużyn      | 1-sarja 8 drużyn     | 2-sarja 5 drużyn   | 2-sarja 5 drużyn     |
| ------------------------------------ | ------------------------------------ | --------------------- | -------------------- | ------------------ | -------------------- |
| Lentopalloseura Etta                 | półfinał                             | Akaa-Volley           | I runda              | Alavieskan Viri    | faza eliminacyjna    |
| Hurrikaani-Loimaa                    | ćwierćfinał                          | Kyyjärven Kyky-Betset | I runda              | Auran Vannas       | I runda              |
| Kokkolan Tiikerit                    | II runda                             | Liedon Parma          | faza eliminacyjna    | Himangan Roima     | faza preeliminacyjna |
| Korson Veto                          | II runda                             | Napapiirin Palloketut | I runda              | HuKi Jyväskylä     | faza eliminacyjna    |
| Muuramen Lentopallo                  | II runda                             | Riento Joensuu        | I runda              | Vantaan Lentopallo | I runda              |
| Pielaveden Sampo                     | półfinał                             | Susiraja Volley       | faza preeliminacyjna |                    |                      |
| Raision Loimu                        | ćwierćfinał                          | Team Trust Perintä    | faza eliminacyjna    |                    |                      |
| Saimaa Volley                        | ćwierćfinał                          | Vaasan Kiisto         | I runda              |                    |                      |
| Sun Volley Oulu                      | II runda                             |                       |                      |                    |                      |
| Tampereen Isku-Volley                | zwycięstwo                           |                       |                      |                    |                      |
| Team Lakkapää                        | finał                                |                       |                      |                    |                      |
| Vammalan Lentopallo                  | ćwierćfinał                          |                       |                      |                    |                      |

| 3-sarja 4 drużyny | 3-sarja 4 drużyny |
| ----------------- | ----------------- |
| Kiikoisten Kirma  | faza eliminacyjna |
| Kosken Kaiku      | I runda           |
| Nakkilan Paterit  | faza eliminacyjna |
| PUS-Volley        | faza eliminacyjna |

## Faza preeliminacyjna
| Data       | Drużyna 1      |     | Drużyna 2       | Sety                                |
| ---------- | -------------- | --- | --------------- | ----------------------------------- |
| 21.09.2011 | Riento Joensuu | 3:1 | Susiraja Volley | (25:19, 24:26, 25:14, 25:11)        |
| 24.09.2011 | Himangan Roima | 2:3 | Alavieskan Viri | (23:25, 25:20, 25:18, 21:25, 11:15) |

## Faza eliminacyjna
| Data       | Drużyna 1          |     | Drużyna 2             | Sety                                |
| ---------- | ------------------ | --- | --------------------- | ----------------------------------- |
| 28.09.2011 | Team Trust Perintä | 1:3 | Riento Joensuu        | (19:25, 24:26, 25:23, 23:25)        |
| 21.09.2011 | Kosken Kaiku       | 3:2 | Liedon Parma          | (19:25, 18:25, 25:22, 26:24, 15:12) |
| 28.09.2011 | Vaasan Kiisto      | 3:1 | Alavieskan Viri       | (25:8, 22:25, 25:14, 25:17)         |
| 21.09.2011 | Nakkilan Paterit   | 0:3 | Auran Vannas          | (15:25, 20:25, 9:25)                |
| 25.09.2011 | HuKi Jyväskylä     | 0:3 | Kyyjärven Kyky-Betset | (19:25, 21:25, 19:25)               |
| 19.09.2011 | Kiikoisten Kirma   | 0:3 | Akaa-Volley           | (0:25, 0:25, 0:25)                  |
| 22.09.2011 | PUS-Volley         | 2:3 | Vantaan Lentopallo    | (28:26, 21:25, 24:26, 25:20, 14:16) |

## I runda
| Data       | Drużyna 1             |     | Drużyna 2           | Sety                               |
| ---------- | --------------------- | --- | ------------------- | ---------------------------------- |
| 05.10.2011 | Riento Joensuu        | 1:3 | Saimaa Volley       | (16:25, 27:25, 18:25, 11:25)       |
| 21.09.2011 | Napapiirin Palloketut | 1:3 | Sun Volley Oulu     | (11:25, 22:25, 25:22, 16:25)       |
| 28.09.2011 | Kosken Kaiku          | 0:3 | Hurrikaani-Loimaa   | (11:25, 15:25, 16:25)              |
| 10.10.2011 | Vaasan Kiisto         | 0:3 | Kokkolan Tiikerit   | (17:25, 19:25, 17:25)              |
| 06.10.2011 | Auran Vannas          | 1:3 | Vammalan Lentopallo | (18:25, 18:25, 25:20, 17:25)       |
| 13.10.2011 | Kyyjärven Kyky-Betset | 0:3 | Muuramen Lentopallo | (17:25, 23:25, 18:25)              |
| 28.09.2011 | Akaa-Volley           | 2:3 | Raision Loimu       | (17:25, 25:14, 25:22, 16:25, 9:15) |
| 07.10.2011 | Vantaan Lentopallo    | 0:3 | Korson Veto         | (17:25, 26:28, 14:25)              |

## II runda
| Data       | Drużyna 1           |     | Drużyna 2           | Sety                         |
| ---------- | ------------------- | --- | ------------------- | ---------------------------- |
| 19.10.2011 | Saimaa Volley       | 3:1 | Sun Volley Oulu     | (26:24, 17:25, 25:17, 28:26) |
| 20.10.2011 | Hurrikaani-Loimaa   | 3:0 | Kokkolan Tiikerit   | (28:26, 25:19, 25:20)        |
| 01.11.2011 | Vammalan Lentopallo | 3:0 | Muuramen Lentopallo | (25:18, 31:29, 25:23)        |
| 19.10.2011 | Raision Loimu       | 3:0 | Korson Veto         | (25:17, 25:13, 25:15)        |

## Ćwierćfinały
| Data                                                                         | Drużyna 1             |     | Drużyna 2           | Sety                                 |
| ---------------------------------------------------------------------------- | --------------------- | --- | ------------------- | ------------------------------------ |
| 02.11.2011                                                                   | Saimaa Volley         | 0:3 | Team Lakkapää       | (18:25, 24:26, 29:31)                |
| 09.11.2011                                                                   | Saimaa Volley         | 0:3 | Team Lakkapää       | (22:25, 17:25, 24:26)                |
| 03.11.2011                                                                   | Hurrikaani-Loimaa     | 2:3 | Pielaveden Sampo    | (23:25, 24:26, 25:23, 25:20, 17:19)  |
| 08.11.2011                                                                   | Hurrikaani-Loimaa     | 1:3 | Pielaveden Sampo    | (15:25, 21:25, 25:18, 19:25)         |
| 03.11.2011                                                                   | Tampereen Isku-Volley | 3:0 | Vammalan Lentopallo | (25:19, 25:19, 25:15)                |
| 09.11.2011                                                                   | Tampereen Isku-Volley | 2:3 | Vammalan Lentopallo | (21:25, 18:25, 25:20, 29:27, 12:15)1 |
| 02.11.2011                                                                   | Lentopalloseura Etta  | 0:3 | Raision Loimu       | (22:25, 24:26, 21:25)                |
| 08.11.2011                                                                   | Lentopalloseura Etta  | 3:1 | Raision Loimu       | (25:23, 15:25, 25:19, 27:25)2        |
| Po lewej gospodarze pierwszych meczów. 1 złoty set: 15:10 2 złoty set: 15:11 |                       |     |                     |                                      |

## Półfinały
| Data                                   | Drużyna 1             |     | Drużyna 2            | Sety                                |
| -------------------------------------- | --------------------- | --- | -------------------- | ----------------------------------- |
| 24.11.2011                             | Team Lakkapää         | 3:1 | Pielaveden Sampo     | (25:21, 13:25, 32:30, 25:19)        |
| 30.11.2011                             | Team Lakkapää         | 3:1 | Pielaveden Sampo     | (24:26, 27:25, 25:22, 25:23)        |
| 09.12.2011                             | Tampereen Isku-Volley | 3:2 | Lentopalloseura Etta | (25:27, 25:14, 18:25, 25:15, 15:13) |
| 16.12.2011                             | Tampereen Isku-Volley | 3:2 | Lentopalloseura Etta | (25:19, 22:25, 25:20, 22:25, 15:10) |
| Po lewej gospodarze pierwszych meczów. |                       |     |                      |                                     |

## Finał
| Data       | Drużyna 1     |     | Drużyna 2             | Sety                  |
| ---------- | ------------- | --- | --------------------- | --------------------- |
| 08.01.2012 | Team Lakkapää | 0:3 | Tampereen Isku-Volley | (30:32, 19:25, 23:25) |

## Klasyfikacja końcowa
| Miejsce | Drużyna               |
| ------- | --------------------- |
| 1       | Tampereen Isku-Volley |
| 2       | Team Lakkapää         |
| 3-4     | Lentopalloseura Etta  |
| 3-4     | Pielaveden Sampo      |
| 5-8     | Hurrikaani-Loimaa     |
| 5-8     | Raision Loimu         |
| 5-8     | Saimaa Volley         |
| 5-8     | Vammalan Lentopallo   |
| 9-12    | Kokkolan Tiikerit     |
| 9-12    | Korson Veto           |
| 9-12    | Muuramen Lentopallo   |
| 9-12    | Sun Volley Oulu       |
| 13-20   | Akaa-Volley           |
| 13-20   | Auran Vannas          |
| 13-20   | Kosken Kaiku          |
| 13-20   | Kyyjärven Kyky-Betset |
| 13-20   | Napapiirin Palloketut |
| 13-20   | Riento Joensuu        |
| 13-20   | Vaasan Kiisto         |
| 13-20   | Vantaan Lentopallo    |
| 21-27   | Alavieskan Viri       |
| 21-27   | HuKi Jyväskylä        |
| 21-27   | Kiikoisten Kirma      |
| 21-27   | Liedon Parma          |
| 21-27   | Nakkilan Paterit      |
| 21-27   | PUS-Volley            |
| 21-27   | Team Trust Perintä    |
| 28-29   | Himangan Roima        |
| 28-29   | Susiraja Volley       |